# Dick Howell
Dick Howell (né le 12 octobre 1903 à Chicago et mort le 20 juillet 1967 à Arlington Heights (Illinois)) est un nageur américain recordman du monde du 4 × 200 mètres lors des Jeux olympiques de 1924. Il peut aussi être considéré comme champion olympique de l'épreuve.

## Palmarès
Lors des Jeux olympiques de 1924 à Paris, Dick Howell est engagé sur le 1 500 mètres nage libre. Il réalise 22 min 48 s 2 en séries et est qualifié pour les demi-finales au titre de meilleur troisième. Cependant, il déclare forfait.
Dick Howell fait aussi partie du relais 4 × 200 mètres pour les séries (10 min 41 s 6) et pour la demi-finale où avec un temps de 9 min 59 s 4 il établit avec ses coéquipiers Ralph Breyer, Harrison Glancy et Wally O'Connor un nouveau record du monde de natation messieurs du 4 × 200 mètres nage libre en étant le premier relais à passer sous les 10 minutes. Il est cependant remplacé pour la finale par Johnny Weissmuller, le relais établissant un nouveau record à 9 min 53 s 4. Howell peut cependant être considéré lui aussi comme vainqueur olympique puisqu'il a fait partie de l'équipe victorieuse.
Dick Howell remporte de nombreux titres universitaires.